# 車海老のダンス
車海老のダンス（くるまえびのダンス）は、日本の男女お笑いコンビ。プロダクション人力舎所属。スクールJCA26期出身。

## メンバー
根本 ろ過（ねもと ろか、1994年1月26日 - ）（31歳）
ボケ・ネタ作り担当。
東京都江戸川区出身。身長166.6 cm、体重49.5 kg。血液型はAB型。胸囲77.5 cm、腹囲66 cm、腰囲89 cm、足長26 cm、頭囲56 cm。
趣味は大喜利、ブログ、Twitter、名前作り（架空のコンビ名やバンド名を1000個作成）。
特技は目を開けたまま眠れること、自分より大きな魚を捌くこと。
公式プロフィールでは、ギャップが多いことをアピールポイントとして挙げている（例：見た目よりご飯を食べる、あまり風邪を引かない、見た目より友達が多いなど）。
トークアプリ・755のチャットルーム内で芸人仲間と密かに実施していた大喜利「ろ過オーギリ」がイベント化された。

情野 祐美子（せいの ゆみこ、1994年12月19日 - ）（30歳）
ツッコミ担当。
石川県小松市出身。身長159.8 cm、血液型はAB型。足長24 cm、頭囲55 cm。
趣味は天気予報鑑賞、髪の観察、肌の整備。
特技は乗馬、トランペット、ピアノ、髪の毛の状況で天気を判断すること、結構な力でお腹を殴れること、物持ちが良いこと（シャーペン16年、ポーチ17年、眼鏡15年愛用）。
運動基礎能力が高く、高校時代は吹奏楽部所属だったにも拘らず体力測定は3年連続でA判定だった。
かつて組んでいたコンビではネタ作りを請け負い、しゃべくり漫才を得意としていた。

## 来歴
2017年、共にスクールJCAへ入学。同養成所26期生となる。
当初はお互い別々のコンビで活動していたが、同時期に解散。情野は女性同士でコンビを組みたいと考えていたが、クラスには女性が情野を含めて2人しかおらず、他にコンビを組んでいなかった男性の中で一番女性的な外見だった根本に声をかけ、コンビを結成した。
コンビ名は情野の発案によるもの。結成当初、名前作りが趣味であった根本がコンビ名の候補を300個も考案してきたところ、あまりにも沢山考え過ぎていたのを情野は気持ち悪く思い、その場で情野が思いついた現コンビ名を付ける運びになった。ただの直感による命名のため、「車海老のダンス」にこれといった意味は込められていない。

## 芸風
主に漫才。ネタの導入部で情野が「どういうことー!?」とツッコみ、その叫び声へ被せるように根本がネタのタイトルを絶叫することがある。また、デビュー当初はネタの最後に「〜、車海老のダンス!」と名乗り、2人で宣材写真のポーズを取り二度拍手することもあった。
ネタ作りを担う根本はブログで「僕はよく、フリ→ボケっぽいことを言うお笑いのパート→メッセージ という構成のネタを作ってしまう」と述べている。
コントを演じない理由について根本は「明転して状況説明が必要になっちゃうので、その時間がもったいない」、情野は「漫才をやるために芸人になろうと思った」と述べている。なお、一度だけキングオブコントにも出場したが時間オーバーになってしまった。

## 賞レース等での成績
M-1グランプリ
- 2018年 M-1グランプリ2018 - 1回戦敗退
- 2019年 M-1グランプリ2019 - 2回戦進出
- 2020年 M-1グランプリ2020 - 2回戦進出
- 2021年 M-1グランプリ2021 - 2回戦進出
- 2022年 M-1グランプリ2022 - 1回戦敗退
- 2023年 M-1グランプリ2023 - 2回戦進出
- 2024年 M-1グランプリ2024 - 2回戦進出

キングオブコント
- 2018年 キングオブコント2018 - 1回戦敗退

## 出演

### ラジオ
- 濾過（根本のみ）（Radiotalk、2021年4月29日 - ）

### ライブ
- 根本ろ過が考えてきたことに付き合わされるライブ（新宿バッシュ!!、2018年9月26日）
- シャララ×車海老のダンスツーマンライブ「あはは、嘘だよ」（新宿バッシュ!!、2018年9月26日）
- でしゃばりくるまえび（シアターミネルヴァ、2018年12月14日）
- 根本ろ過が考えてきたことにまた付き合わされるライブ（新宿バッシュ!!、2019年5月28日）
- サイケリア（中野440スタジオ、2019年6月23日）
- シャララ×車海老のダンスツーマンライブ「集団割引適応手術」（新宿バッシュ!!、2019年5月28日）
- 十九人×車海老のダンスツーマンライブ「じゅるま海老の人ス」（阿佐ヶ谷ロフトA、2021年3月22日）
- 3Dろ過オーギリ（LOFT9 Shibuya、2021年4月30日[4][9]）
- 訴L（しもきたドーン、2022年8月28日[10]）
- お虚（阿佐ヶ谷ロフトA、2023年5月10日）
- グニャリザワールド（阿佐ヶ谷ロフトA、2023年7月11日）
- 脳の天使（阿佐ヶ谷ロフトA、2024年2月20日）
- 景色図鑑（阿佐ヶ谷ロフトA、2024年4月20日）
- 新ネタライブとあなたの人生（阿佐ヶ谷ロフトA、2024年6月15日）